# サンマート (岐阜県)
サンマートは、愛知県小牧市に本社を置くスーパーマーケット運営企業である株式会社サンショップ（「三河屋」の系列企業）が運営する店舗の屋号である。店舗はいずれも岐阜県土岐市に所在する。
本項目では、2019年途中までサンマートを運営していた企業である、株式会社主婦の店土岐店（しゅふのみせときてん）についても説明する。

## 歴史・概要
土岐市専門店を母体として1958年（昭和33年）10月に岐阜県土岐市で「株式会社主婦の店土岐店」を設立し、初代社長には岡田仁一が就任して、同年12月にスーパーマーケットを開いたのが始まりである。
1969年（昭和44年）2月20日に駅前店を開店してチェーン展開を始め、1972年（昭和47年）5月26日に本店を移転・増床し、同年には配送センターとミートセンターを開設した。
1973年（昭和48年）7月に定林寺店を開店して、1978年（昭和53年）3月にサンマート店を開店し、同年6月にはフレンド店を開店した。
1980年（昭和55年）10月にフレンド店を閉店し、1981年（昭和56年）4月にサンマート陶栄店を開店した。
1979年（昭和54年）4月にCGC東海が発足した際には、主婦の店グループの一員として加盟していた。
グループ企業を通じ、外食事業、重度心身障害者施設運営も行っていた。
2019年（平成31年）に運営会社が主婦の店土岐店から株式会社サンショップに移行され、三河屋グループによる運営となった。なおこれにより主婦の店土岐店はスーパーマーケット事業から撤退し不動産業へ転換した。
2019年（令和元年）7月15日から同年11月15日までに「主婦の店土岐店商品券」の払い戻しを行った。
2020年（令和2年）7月1日に事業を停止し、同年9月9日に負債約14億8300万円を抱えて岐阜地方裁判所多治見支部から破産手続開始決定を受けた。
三河屋グループへの譲渡後も「サンマート」の屋号は維持されている。
サンマート事業本部並びにサンマート本店の建物、主婦の店土岐店が所有していたサンハイツの建物は岐阜地方裁判所多治見支部で不動産競売に掛けられることになった。主婦の店土岐店の破産管財人・サンショップ・三河屋の3者が岐阜地方裁判所多治見支部に対して行った陳述によれば、サンマート本店の建物は変電設備の老朽化が著しく変電設備にPCBが使用されており、変電設備の改修費用やPCB処理費用だけでも1800万円以上が必要であることが明らかとなった他、変電設備が故障した場合はサンマート本店自体が閉店に追い込まれていたことも明らかとなった。サンマート事業本部並びにサンマート本店の建物は2021年10月21日に、サンハイツの建物は2022年1月20日にそれぞれ行われた開札の結果、サンマート事業本部の建物は2700万円で個人が、サンマート本店の建物は2525万円で法人が、サンハイツの建物は2億3149万8900円で法人がそれぞれ落札した。

## 主婦の店土岐店当時に運営されていた店舗
スーパーマーケットを土岐市内に4店舗展開していた。
- 主婦の店土岐店 → 本店（土岐市泉町久尻47[3]、1958年（昭和33年）12月開店[3] - 2023年2月12日閉店[要出典]）

店舗面積約660m2 → 1,650m2。
2019年（平成31年）2月1日に三河屋グループの店舗として開店した。
- 主婦の店土岐店駅前店（土岐市泉町久尻616-14 カネイビル[13]、1969年（昭和44年）2月1日開店[14]）

店舗面積約563m2。
- 主婦の店土岐店定林寺店（土岐市泉町定林寺88[13]、1973年（昭和48年）7月7日開店[15]）

- 主婦の店サンマート土岐口店（土岐市土岐津町土岐口1780-1[16][13]、1978年（昭和53年）3月1日開店[17]）

2003年（平成15年）に24時間営業を開始した。
2018年（平成30年）にクスリのアオキ土岐口店が併設された。
2019年（平成31年）2月1日に三河屋グループの店舗として開店した。
- 主婦の店フレンド店（土岐市泉町久尻579 萬屋ビル地下1階[19]、1978年（昭和53年）6月9日開店[17] - 1980年（昭和55年）10月閉店[7]）

- サンモール店（土岐市泉岩畑町1-13-1[広報 7]、?開店 - 2019年8月18日閉店[要出典]）

2019年（平成31年）3月5日に三河屋グループの店舗として開店した。
- フルボックス店（土岐市、?開店 - ?閉店）[要出典]

- バラエティストア サンビックス（土岐市泉町定林寺字仲田113番地1号[20]、2017年6月30日閉店[要出典]）

店舗跡はコメリが出店した。
- 主婦の店土岐店サンマート陶栄店（土岐市駄知町2170[22]、1981年（昭和56年）4月28日開店[23]）

- 飲食業
  - 日本料理「竜庵」（土岐市泉岩畑町1-13-1 サンハイツとき2F[広報 8]）
  - 花ぐるめ - 寿司・弁当・惣菜持ち帰り専門店[広報 9]。

### 広報資料・プレスリリースなど一次資料
1. 1 2  “会社概要”.   サンマート. 2019年1月15日時点のオリジナルよりアーカイブ。2021年1月5日閲覧。
2. 1 2  “会社概要”.   サンマート. 2019年3月17日時点のオリジナルよりアーカイブ。2021年1月5日閲覧。
3. 1 2 3 4  “過去のWhat's New”.  三河屋. 2020年10月26日時点のオリジナルよりアーカイブ。2021年1月5日閲覧。
4. ↑  “主婦の店土岐店商品券 払戻しのお知らせ”.   主婦の店土岐店・金融庁 (2019年7月18日). 2024年1月17日閲覧。
5. ↑  “店舗一覧”.  三河屋. 2024年1月17日閲覧。
6. ↑  “会社概要”.   サンマート. 2019年1月15日時点のオリジナルよりアーカイブ。2024年1月17日閲覧。
7. ↑  “会社概要”.   サンマート. 2020年2月20日時点のオリジナルよりアーカイブ。2024年1月17日閲覧。
8. ↑  “会社概要”.   サンマート. 2019年1月18日時点のオリジナルよりアーカイブ。2024年1月17日閲覧。
9. ↑  “会社概要”.   サンマート. 2020年2月23日時点のオリジナルよりアーカイブ。2024年1月17日閲覧。